# 柳川弁

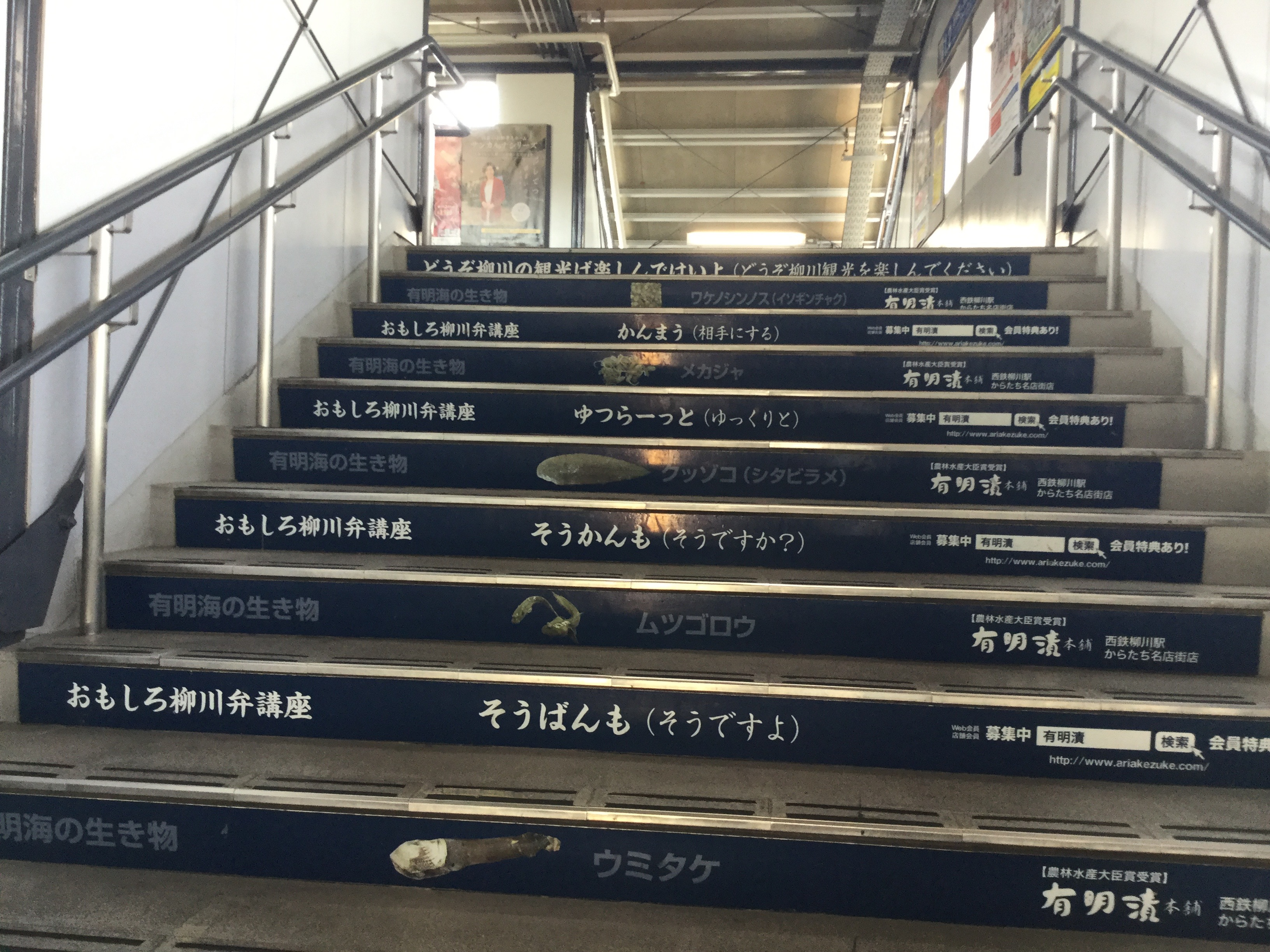
西鉄柳川駅の階段

柳川弁（やながわべん）とは、福岡県柳川市や大川市南部、八女市の矢部川南側、みやま市など、筑後地方南西部・旧柳河藩に属した地域で話される日本語の方言。語彙の多くは他の肥筑方言と類似するが、尊敬の助動詞「メス」（mes-）、文末詞「ノモ」をとる点で周辺方言と区別される。「メス」や「ノモ」の具体例に関しては藤原（1951）に詳しい。

## 特徴
柳川弁は博多弁、佐賀弁、長崎弁、熊本弁を含む肥筑方言に分類される。肥筑方言共通のばってん、ばい・たい（終助詞）、の（主格助詞）、ば（対格助詞）、ごたるを例外なく使用するが、終助詞に大きな特徴があり、格助詞は名詞との融合形をとる場合もある。また、形容詞はすべてカ語尾になって形容詞と形容動詞の区別がなくなり、下一段活用の動詞の多くは下二段活用の形式もとりうる。動詞の過去形に関して、標準語で撥音便形（m語幹、b語幹）や促音便形（w語幹）で現れるものが、柳川方言においてはウ音便形で現れる場合が多い。（例：舞った→もーた//maw-ta/→/moota/）、噛んだ→こーだ（//kam-ta//→/kooda/）
アクセントは、語彙的な区別を持たない無アクセントであるとされる。

## 近況
柳川地域は城下町であったため、固有の方言を有してきたが、近年では他の筑後方言との混合・共通化も進んでいる。矢部川上流南部に久留米方言と混合ないしは完全に久留米方言に変質した地域を認めるが、大部分は柳川方言域である。柳川市北部の蒲池エリアの旧久留米藩域は、柳川方言に変質されつつあるのを認める。
また、福岡市など福岡都市圏域への通勤・通学者を中心に博多弁の影響も見られる。
若年層と中年層は意思疎通できるが、若年層と老年層とでは意思疎通が難しいこともある。

## 先行研究
柳川方言の先行研究には、以下に示すものがある。

### 文法概説・記述文法
近年の日琉諸語研究においては、その方言の文法の総体を記録・保存することを目的とした記述研究が進みつつある。文法の総体を記録するためには，その言語の全体像が俯瞰できるように，その音声的な側面，品詞体系，動詞や形容詞の活用，句の構造といったあらゆる点を，文法概説・記述文法として網羅的に記述する必要がある。このような観点で柳川方言を対象とした研究には，以下に示すものがある。
- 松岡葵（2021）「福岡県柳川市方言の文法概説」[6]
- Matsuoka, Aoi (2022) Yanagawa. In Shimoji, Michinori (ed.) An Introduction to the Japonic Languages: Grammatical Sketches of Japanese Dialects and Ryukyuan Languages[7]
- 松岡葵（2024）「福岡県柳川市方言の記述研究」[8]

### 辞書・語彙集
柳川方言および柳川方言を含む筑後方言，福岡県方言を対象とした辞書・語彙集には，以下に示すものがある。
柳川弁を対象としたもの
- 中島政治・永井新・高宮純士（1970）「郷土の方言」柳川山門三池教育会（編）『郷土資料解説第十一篇言語編（方言）』[9]
- 柳川青年会議所（1976）『郷土の民話方言集』（柳川市立図書館所蔵）[10]
- 杉森女子高等学校食物科（編） (1978) 「筑後柳河の郷土料理と産物」[11]（食物語彙を対象）
- 松石安兵衛（1980）『柳川弁単語試集』（国立国語研究所所蔵）[12]
- 中島政治・永井新・高宮純士(1981) 「柳川の方言集」柳川・山門・三池教育会（編）『柳川藩史料集』[13]
- 松石安兵衛（1985）『知っとり召すかんも柳川方言』[14]
- 松石安兵衛（1988）「柳河町の方言」柳河小学校々誌編集委員会（編）『柳河小学校々誌』（柳川市立図書館所蔵）[15]
- 松石安兵衛（1989）『柳川方言総めぐり』[16]

- 柳川市史編集委員会（2002）『柳川地名調査報告書』[17]（地名を対象）
- 日琉諸語オンライン辞書[18]

筑後方言を対象としたもの
- 松田康夫（1991）『筑後方言辞典』[19]

福岡県方言を対象としたもの
- 福岡県教育会本部（1899）『福岡県内方言集』[20]

## 発音
柳川弁は「うぇ(we)」「くゎ(kwa)」「ぐゎ(gwa)」「つぁ(tsa)」「つぇ(tse)」などの発音が存在する。
四つ仮名の区別は失われつつあるが、「じ」「づ」はそれぞれ「し」「つ」に無声化して対立を保存している。年配層では「か」と「くゎ」は使い分けられるが、混乱も生じている。
読み方：「柳川での発音」〜「少し標準語に近づけた発音」　標準語
- 「うぇーださるっ」〜「おいださるる」 追い出される
- 「せんすっぎっとよかろーだん？」〜「そげんすっとよかろーもん？」 そのようにすればいいだろう？

「ぎっと」はいとえの中間の曖昧な発音のため、「ぎっと」「ぎぇっと」「げっと」と人により発音が異なる
- 「くゎじの燃えよっ!」〜「かじの燃えよる！」 火事があっている!
- 「こどんのきっつぇしょる」〜「こどものきつせしょーる」 子供がとても疲れている
- 「ぢゅーやっかん」〜「でよーい」 出ましょうよ
- 「12しあるかん？」〜「12しあるですか？」 12時ですか？

少なくとも一部の語彙において、[ɾi]と[ʒi][gi]の交替が生じる。
- へぢくっ 「屁理屈」
- ギアカー 「リアカー」
- ヂンゴ 「リンゴ」
- ヂューマ 「リウマチ」
- ロウリン　「老人」[23]

ラ行は次の音に影響され、撥音や促音になる。
- 「あっだっちゃきっつぇしょったん」→「ありだっちゃきっつぇしょるたん」 あいつもとても疲れています
- 「あなっつぁんなどけすんどんなはっかんも〜？」→「あなっつぁんなどけすんどりなはるかんも〜？」 あなたはどこに住んでいらっしゃいますか？

長音短音化がよく起こる
- 「ごてんちょしん悪か」　体の調子が悪い
- 「せんおもた？」　そのように思った？

上記の例文中の「おもた」のように継起接辞（-te）や過去接辞（-ta）をとる場合に動詞語幹に含まれる長母音が短母音化する現象に関しては、生じる環境も含め「動詞」のセクションで議論する。

## 母音変化
柳川弁の母音変化はある程度規則的である。
/ai/ → [eː]
- 「けーた」 書いた（//kak-ta//→kai-ta→/keeta/）
- 「えーた」 空いた、開いた、飽きた（飽いた）（//ak-ta//→ai-ta→/eeta/）
- 「めーらやん」 参らなければならない

/ui/ → [iː]
- 「ごはんばちーではいよ!」 ご飯をよそってください（//tug-te//→tug-de→tui-de→/tiide/）
- 「なんじゃいちーとるばい」 何か付いているよ（//tuk-tor-ru//→tui-tor-ru→/tiitoru/）
- 「しーとっけんがらつきおーてくれろ!」 好きだから付き合ってくれ!（//suk-tor-ru//→sui-tor-ru→/siitoru/）

/au/ → [oː]
- 「だがおーたちか？」 誰が会ったって？（//aw-ta//→au-ta→/oota/）
- 「まちごーた」 まちがえた（//matigaw-ta//→matigau-ta→/matigoota/）

/ou/→ [oː], [uː]
- 「よー」「ゆー」良く（//yo-u//）

/eu/ → [yuː]，[uː]
- 「にゅー」「ぬー」 寝よう（ne-u）
- 「あしてここばたんにゅー」 明日ここを訪ねよう
- 「こりばたぶー」 これを食べよう（//tabe-u//）
- 「してむい!」 してみようよ!（//mi-u//，=iは勧誘の助詞）

## 動詞
柳川弁での動詞の活用は標準語より複雑である。動詞はラ行五段活用と混合活用しているものもある。
| 活用       | 語句             | 語幹 | 未然形  | 連用形  | 終止形 | 連体形 | 仮定形   | 命令形    | だんも/ごたる（助動詞） | 過去     |
| ---------- | ---------------- | ---- | ------- | ------- | ------ | ------ | -------- | --------- | ----------------------- | -------- |
| 五段活用   | 書く             | か-  | か      | き      | く     | く     | きゃー   | け        | こー                    | けーた   |
| 五段活用   | 会う             | あ-  | わ      | い      | う     | う     | いゃー   | え        | おー                    | おーた   |
| 上一段活用 | 起きる           | お-  | き/きら | き/きり | きる   | きっ   | きりゃー | きれ      | きろー                  | おきった |
| 上一段活用 | 見る             |      | み      | み      | みる   | みっ   | みりゃー | みれ      | みろー                  | みた     |
| 上二段活用 | 落つる           | お-  | ち/ちら | ち      | つる   | つっ   | ちりゃー | ちれ      | ちろー/つー             | おちた   |
| 上二段活用 | でくる           | で-  | き      | き      | くる   | くっ   | きりゃー | きれ      | きろー/くー             | でけた   |
| 下一段活用 | 出る             |      | で/でら | で      | でる   | でっ   | でりゃー | でれ/でろ | でろー                  | でた     |
| 下二段活用 | ぬる（寝る）     |      | ね/ねら | ね/ねり | ぬる   | ぬっ   | ねりゃー | ねれ      | ねろー/ぬー             | ねった   |
| 下二段活用 | たぶる（食べる） | た-  | べ      | べ      | ぶる   | ぶっ   | べりゃー | べれ      | ぶー                    | たべた   |
| 下二段活用 | づる（出る）     |      | で      | で      | づる   | づっ   | づりゃー | でれ      | でろー                  | でた     |

音便
「書く」の過去形は、イ音便で「書いた」となるがai → e:変化により「けーた」となる
「会う」の過去形は、標準語のように促音便ではなくウ音便で「会うた」となるがau → o:変化により「おーた」となる
「飲む」の過去形は、標準語のように撥音便ではなくウ音便で「飲うだ」となるがou → o:変化により「のーだ」となる
「ぬーだ」と言う人もいる
さ行五段活用の連用形ではイ音便化する
出した　→だいた[daita]→でーた[de:ta]
降ろした→おろいた[oroita]→おれた[oreta]
殺した　→ころいた[koroita]→これた[koreta]
破らかした→破らかいた[yaburakaita]→やぶらけた[yaburaketa]

音便が生じる環境において、長母音が期待される環境で短母音が出現する場合がある。以下に、長母音のままで出現する例と、短母音として出現する例を示す。

【長母音のまま出現する例】
出した　→でーた（//das-ta//→dai-ta→deeta）
がまだした（がんばった）　→がまでーた（//gamadas-ta//→gamadai-ta→/gamadeeta/）
【短母音として出現する例】
話した　→はねた（//hanas-ta//→hanai-ta→hanee-ta→/haneta/）
破らかした→やぶらけた（//yaburakas-ta//→yaburakai-ta→yaburakee-ta→/yaburaketa

上記の長母音と短母音の出現は、過去の「た」の前の部分（「でー」、「がまでー」、「はねー」、「やぶらけー」）のモーラ数が偶数か奇数かに関与している。長母音のまま出現する例においては、「た」の前の部分は2モーラ、4モーラである。短母音として出現する例に関して、「た」の前の部分は「はねー」、「やぶらけー」が予想される。このとき、「た」の前の部分は3モーラと5モーラ、すなわちモーラ数が奇数である。このように「た」の前の部分が奇数モーラ数になることが予想される場合に、長母音の短母音化が生じ、結果として「た」の前の部分はすべて偶数モーラ数となる。同様の現象は、他の筑後方言でも生じる。
命令形
命令形はあまり使われず、命令する場合は終助詞「かんも」をつけて表す。未然形+ん+「かんも」
書かんか、会わんか、起きんか/起きらんか、見んか、落ちんか/落ちらんか
仮定形
仮定形は「書く」を例にとると、「かきゃー」の他に「かくと」「かくげっと」も使われる。
接頭辞
動詞に接頭辞をつけて、感動や強調を表し、意味が変異することもある。
- 「うっ」… 「うったゆる」倒れる、「うっつぁするる」忘れる（強調）、「うっぱさまる」はさまる（強調）
- 「けー」… 「けーしん」死ぬ、「けーなる」なってしまう
- 「ちー」… 「ちーあやかす」思わず落とす、「ちーくう（いちくう）」食べてしまう
- 「なん」… 「なんかかる」よりかかる、「なんぎゃる」投げやる・捨てる、「なんこむ」投げ入れる
- 「ひっ」… 「ひっきゃぶるる」破れる（強調）、「ひっかんがす」抜く、「ひっかくる」（水などを）かける
- 「ひん」… 「ひんまぐる」曲げる（強調）、「ひんながるる（いんながるる）」溶けて流れ出る
- 「ぶり」… 「ぶりやる」投げる、「ぶっだす」放り出す

## 特有の助動詞
それぞれ、[]内の活用形に付く。たとえば「す」は動詞の未然形に付く。
尊敬
「す」〜「なはる・召す」の順に尊敬度が高くなる
- す（-ras） [未然形] 軽い尊敬
  - 言わす（ゆわす）（yuw-ras-ru，言う-HON-NPST）
  - 来らす（こらす）（ko-ras-ru，来る-HON-NPST）
  - 歩ばす（あゆばす）（ayub-ras-ru，歩く-HON-NPST）
  - 「きょーらっそう」 （進行）来ていられるだろう（ki-yor-ras-a-u，来る-PROG-HON-THM-INFR）
  - 「いくらなんちゃ、とずいとらっそうだん？」 いくらなんでも、届いていられるでしょう？
- っしゃる [未然形]
  - 言わっしゃる（ゆわっしゃる）
  - 来らっしゃる（こらっしゃる）
  - 歩ばっしゃる（あゆばっしゃる）
- なはる（-nahar） [連用形]
  - 言いなはる（yuw-i-nahar-ru，言う-THM-HON-NPST）
  - 来なはる （きなはる）（ki-nahar-ru，来る-HON-NPST）
  - 歩びなはる（あゆびなはる）（ayub-i-nahar-ru，歩く-THM-HON-NPST）
- 召す [連用形]
  - 言い召す
  - 来召す（きめす）
  - 歩び召す（あゆびめす）

可能
- きる [連用形] 主観的（自分は〜できる）
  - 読みきる … 読める
  - 逃げきる … 逃げれる
- ゆる [未然形] 今はあまり使われない
  - しわゆる … できる
  - 会わゆる

使役
- さす [未然形] 尊敬の意味を含む
  - 「寝さす」 寝かせる
- かす [未然形]
  - 「破らかす」 破らせる
  - 「あやけーた」 落とした

推量・希望・比況
- ごたる
  - 「いんのごたる」 犬のようだ
  - 「はなそごたっ」 話したい
  - 「うまんごつはしっとのはやか」 馬みたいに走るのが速い

推量・意志の打消
- め 肯定・否定どちらでもいいが意味が異なるときもある
  - 「くうめ」 食べないだろう
  - 「くわんめ」 食べないだろう/食べないでいよう　（アクセントで意味が異なる）
  - 「あやつぁしるめーだいのう」「あやつぁしらんめーだいのう」 あいつは知らないだろうね

義務
- やん・なん [未然形]
  - 「あすけ行かやんそなたん」 あそこに行かなければならないそうだよ
  - 「はよしめんならやん」 早く終わらせなければならない

禁止
- て-なん [過去]
  - 「こーてなんちゆうたろが!」 買っていけないって言っただろう!
  - 「せんかこつしてなんばい」 そんなことしちゃダメだ

進行
- ょる・ょーる [連用形]
  - 「雨んふりょる」 雨が降っている
  - 「ありはそっつぁんきょーろーか？」 あいつはそっちに行っているだろうか？
  - 「きょーろーだん」 来ているでしょう

完了
- とる [過去]
  - 「雨んふっとる」 雨が降っている
  - 「この本なそーてよーどる」 この本は全部読んでいる
  - 「けんかつぐれしっとるくさん!」 こんなものくらい知っているよ!
- た-つ [過去] 博多弁のとに相当
  - 「な〜ん、もうこーたつ？」 何、もう買ったの？
  - 「みーしこけーなったつ」 とても短くなってしまったんだ
  - 「ほんのーてけーてしもたつかい？」 本当に書いてしまったのか？

丁寧
- まっする [連用形]
  - 「すんまっせん、ごめんせんののい」 すみません、ごめんなさいね
  - まっしゅう
    - 「つれっさろきょりまっしゅうかんも？」 連れて歩き回っていましょうか？
    - 「てんないまっしゅう」 手伝いましょう
- じ
  - 「ねらじおらやん」 寝ないでいなければならない
  - 「くわじけーれ」 食べないで帰れ

様態・伝聞
- げな
  - 「酒ばのーでなんげな」 酒を飲んではいけないそうだ
  - 「ありじゃなかげなたんも」 彼じゃないようですよ
- そな
  - 「あっちんにきじゃげなっちゆうそな」 あっちらへんではげなって言うらしいよ
  - 「しきらんそな」 できないみたい

## 助詞
格助詞
- が・の・ん … が
  - 「雪の降る」 雪が降る
  - 「いんのこぶっつく」 犬が噛み付く
  - 「雨ん降りょっ！」 雨が降っている！
- が・の … の
  - 「おりがえ」 私の家 （「おりげ」になる）
- げ … に（動作の目的）
  - 「あすびげいたてくる」 遊びに行ってくる
- さん・せ … へ
  - 「どこさんいきょる？」 どこへ行っている？
  - 「縦せ行こい」 縦へ行こう
- ば … を
  - 「なんば食べたつ？」 何を食べたの？
- ばし　…　文の強調・禁止に用いる
  - 「何ばし食うた？」　いったい何を食べた？
  - 「食べんでばしおるとやか？」　本当に食べないでいるのだろうか？
  - 「行かるるちばし思てなん」　行けるだなんて思ってはいけない

### 助詞の融合
- 主題助詞の「は」は[a]または[ja]の形で融合する

おりは→おら 機械は→きかいゃ ねぎは→ねぎゃ 今度は→こんだ
- 与格助詞「に」には「い」という形もあり、特に指示詞（「ここ、そこ、あすこ」）に後続する場合に「い」で現れることが多い

ここい→こけ（//koko=i//→/koke/）
所い→とこれ（//tokoro=i//→/tokoree/）
中い→なけ（//naka=i//→/nakee/]
警察い[ke:satsui]→けーさつぃ[ke:satsi:]
「こんだ見よれ、あすこんまぎりかどんとこれおるけーさちとかめらるっざい」
今度は見ていろ、あそこの曲がり角の所にいる警察に捕まえられるぞ
並立助詞
- きろん・てろん
  - 「行くきろん行かんきろんゆうて」 行くとか行かないとか言って
  - 「なんてろんかんてろんいわんなおれ!」 何やかんや言わないでいろ!
- から
  - 「なんからかんからゆっくぁせやん」 何やかんやと教えなければならない

終助詞
以下の終助詞（かんも・くさんも・さんも・たんも・だんも・のも・ばんも）は尊敬の度合で変化する
- かんも … 助詞「か」と同じ
  - かんも→かん→かい→か
    - 「ぬしゃつーっとおじらんか!」 お前さっさと降りれ!
    - 「あやつの何知ろかい」 あいつが知っているわけない
    - 「せしなってがまださんかん」 リーダーとして頑張りましょうよ
    - 「あなっつぁんななんばしーとり召すかんも？」 あなたは何を好きでおられますか？

- くさんも … 文の強調や当然などを表す。強い断定
  - くさんも→くさん→くさい→くさ
    - 「何だっちゃしーとっくさ」 何でも好きだよ
    - 「ありしでくさい」 彼次第だ
    - 「あすけおっとまだ暑かくさん」 あそこにいるとまだ暑いだろう
    - 「ほんにじゅつのしなんくさんも」 本当に寂しくてしょうがないでしょうね

- さんも … 「くさんも」の柔らかい表現。意味は同上
  - さんも→さん→さい→さ
    - 「せんたんものも〜、てーげなじゅつなかさんも」 そうですよね〜大概寂しいでしょう

- たんも … 助詞「だ」に似ている
  - たんも→たん→たい→た
    - 「しぎんのいって立ちきらんた」 足がしびれて立てないんだ
    - 「まいっちょこまかつたい」 もうひとつ小さいのだよ
    - 「あーた、ねどかったたん」 あれれ、壊れましたよ
    - 「あたしどんもあなっつぁんげへんさんにもくったんも」 私たちもあなたの家付近にも行きますよ

- だんも 推量などを表す
  - だんも→だん→だい→だ
    - 「こんくれしきろーだ？」 このくらいできるだろう？
    - 「おまいにゃだってんあくせうとーだい」 お前には誰でも困るだろうよ
    - 「れーしんそっつぁんとずこーだん」 来春そっちに届くでしょう
    - 「ひしてごしなっとんここさんくーごたろーだんも？」 一日おきにでもここへ来たいでしょう？

- のも 助詞「ね」に似ている
  - のも→のう→のい→の
    - 「こけおらんの」 ここにいなさい
    - 「ごろーごろ来んごたばってんがらのう」 めったに来ないようですけどね
    - 「そうかねのも」 そうかなぁ
    - 「せんたんのも」 そうですよねぇ

- ばんも 断定を表す。警告や注意などの意思を含む。
  - ばんも→ばん→ばい→ばよ
    - 「へこきろんおかしかばよ」 ふんどしなんて恥かしい
    - 「きゅう雨げなばい!」 今日雨だって!
    - 「うーつしゅぬーなったばん」 きれいに無くなったよ
    - 「うつしか花んせーとるばんも」 美しい花が咲いていますよ

- が … 断定・非難
  - 「けんかこつ知らんめーが」 こんなこと知らないだろ
  - 「ここばみきさんまぎろうが、そすげっとみなんぶつらに見ゆる」 ここを右へ曲がるでしょ、そうすると南側に見える
  - 「ありばもっこやんちゆーたろが!」 あれを持って来なきゃいけないって言ったでしょ!

- じゃ（じゃい・じゃか・じゃいろう・じゃん） … 断定。助詞「だ」に似ている。若い人は「やん」を使う。
  - 「なしじゃかのう」 なぜだろうね
  - 「ゆおっじゃん!」 言ってるでしょ!
  - 「だっじゃいろう堀せへったそな〜」 誰だか堀へ落ちたそうな〜
  - 「雨げな降りょらんやん」 雨なんて降っていないよ

## 形容詞・形容動詞
いわゆる形容詞（haya「早い」）といわゆる形容動詞（kiree「きれい」）は、ともに終止形では「か」（haya-ka，早い-NPST，kiree-ka，きれい-NPST）を、過去形では「かった」を（haya-katta，早い-PST，kiree-katta，きれい-PST）をとりうる点で共通する。ただし、いわゆる形容動詞に関しては、「やった」が後続して時制を示す場合もあり（kiree=yar-ta，きれい=COP-PST）、この点で形容詞とは異なる特徴をもつ。連用形に関しても、いわゆる形容詞はウ音便をとるが（//haya-u//→/hayo/，早い-ADVLZ）、いわゆる形容動詞はウ音便形をとらず、「に」が後続する（//kiree=ni//→/kireeni/）。
命令形は助動詞「やん」を付けて「良からやん」
仮定形は助詞「ぎっと」を付けて「良かぎっと」
連用形に「なか」をつけて「ゆーなからやん（良くなければならない）」や「あこなかぎっと（赤くなければ）」という言い方もする
| 語句                          | 語幹        | 未然形 | 連用形         | 終止形 | 連体形 | 仮定形   |
| ----------------------------- | ----------- | ------ | -------------- | ------ | ------ | -------- |
| 良か（良い）                  | よ-         | から   | かり（ゆー）   | か     | か     | けりゃー |
| うつしか（美しい）            | うつし-     | から   | （うつしゅ）   | か     | か     | けりゃー |
| じゅつなか（寂しい）          | じゅつな-   | から   | （じゅつのー） | か     | か     | けりゃー |
| 赤か（赤い）                  | あか-       | から   | （あこ）       | か     | か     | けりゃー |
| こわか（硬い）                | こわ-       | から   | （こを）       | か     | か     | けりゃー |
| ばさらか（いっぱい/たくさん)/ | ばさら-     | から   | -              | か     | か     | -        |
| おかしか（恥ずかしい、変な）  | おかし-     | から   | （おかし）     | か     | か     | けりゃー |
| おかしげなか（変な/だ）       | おかしげな- | -      | -              | か     | か     | -        |

## 副詞
- いさぎゅー　…　とても
- ぎゃん　…　すごい
- てーげな　…　かなり
- ばさろー　…　非常に
- ほんのーて・ほんなって　…　本当に　ほんのーて!?→マジで!?
- ほんに　…　本当に（上品な言い方）
- ちーん　…　滅多に
- ごろごろ　…　滅多に、たびたび
- しかつ　…　ほとんど
- よこれ … 余計に、多めに

## 語彙

### 名詞
- くっぞこ　…　舌びらめ
- てーらぎ　…　タイラギ
- みろっげ　…　赤貝
- うんたけ　…　海茸
- わけんしんのす　…　イソギンチャク
- しゃっぱ　…　シャコ
- ごんしゃん・おんご・ごんたさん　…　お嬢さん
- じょん・じょんじょん　…　お坊ちゃん